# マイケル・ビリントン
マイケル・ビリントン（Michael Billington, 1941年12月24日 イギリス・ランカシャー・ブラックバーン生まれ - 2005年6月3日 ）は、イギリスの映画・テレビドラマを主たる活動範囲とした俳優。

## 人物
ビリントンの仕事の中で特に有名なものは、連続テレビドラマ『謎の円盤UFO』におけるポール・フォスター大佐役（1969年 - 1970年）と、BBCによって製作された連続テレビドラマ『The Onedin Line』におけるダニエル・フォーガティ役（1971年 - 1974年）だったと言えよう。また、連続テレビドラマ『Spearhead』に登場した歩兵部隊「王立ウェセックスレンジャーズ (Royal Wessex Rangers)」のジャッコー・ジャクソン曹長役やミニシリーズドラマ『エドワード7世』でのニコラス2世役でも知られている。
ビリントン後期の出演作は、1986年にBBCが制作した連続ドラマ『The Collectors』における税関検査官トム・ギボンス役、1990年代にはいってからの連続ドラマ『Maigret』における小悪党役などがある。
ビリントンは、ジェームズ・ボンド役へのオーディションにも幾度となくエントリーしており（『007 死ぬのは奴らだ(1973年)』『007 ムーンレイカー(1979年)』『007 ユア・アイズ・オンリー(1981年)』『007 オクトパシー(1983年)』）、もしもロジャー・ムーアがいなければ、プロデューサのアルバート・R・ブロッコリはビリントンを選んでいただろうという評価もあった。ビリントンはジェームズ・ボンド役を射止めることはできなかったが、1977年の『007 私を愛したスパイ』には端役のセルゲイ・バーソフ（エージェントXXXの不運な恋人）役で出演している。
ビリントンは63歳で癌によって亡くなった。『謎の円盤UFO』で競演したエド・ビショップが亡くなるわずか5日前のことであった。